# متیو فن پلاتنبرخ
متیو فن پلاتنبرخ (هلندی: Matthieu van Plattenberg; ۱۶۰۷ – ۱۹ سپتامبر ۱۶۶۰) نقاش باروک و قلم‌زن فلاندری بود. بیشتر آثار نقاشی وی با موضوعات دریا بوده‌است.

## آثار

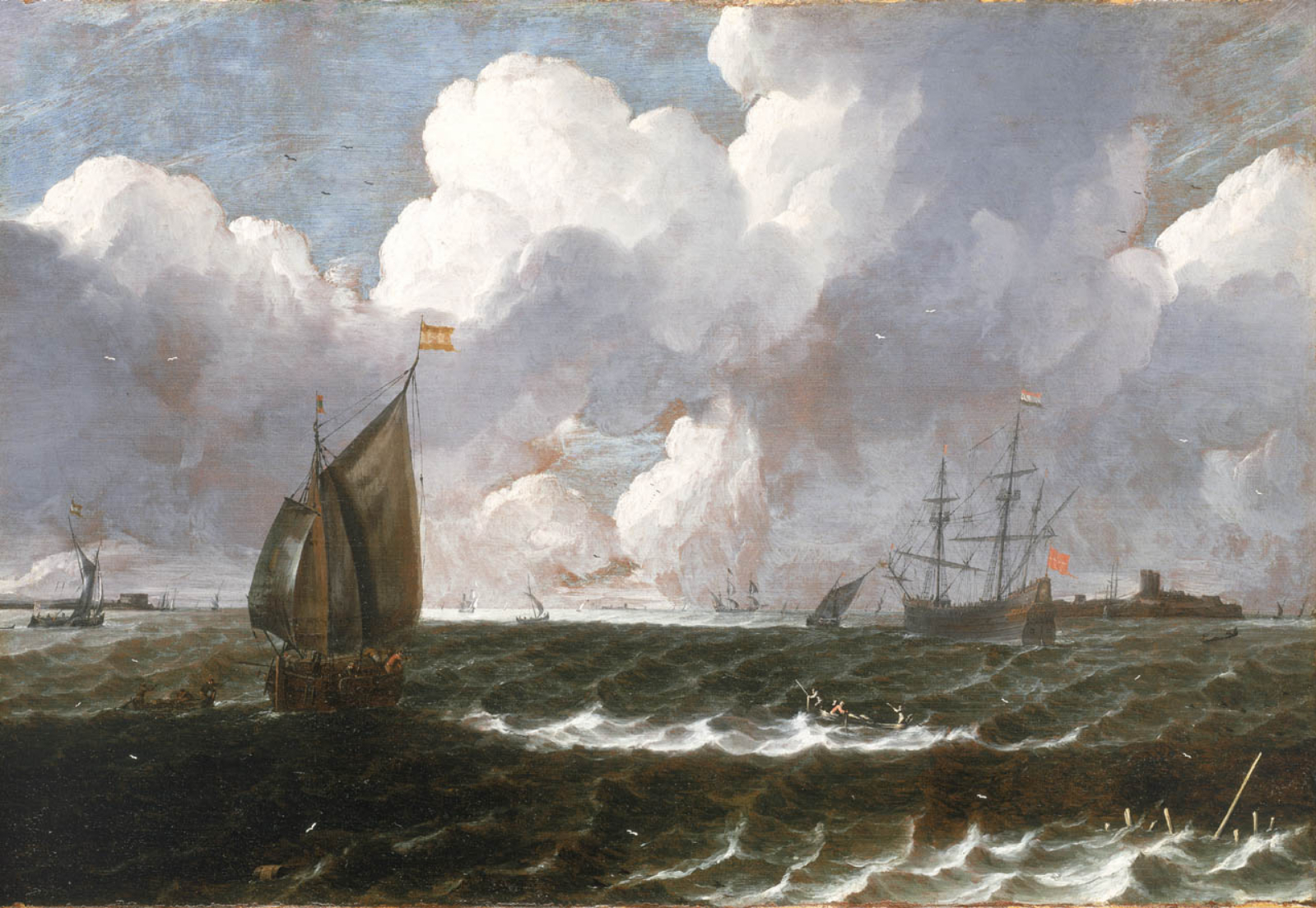
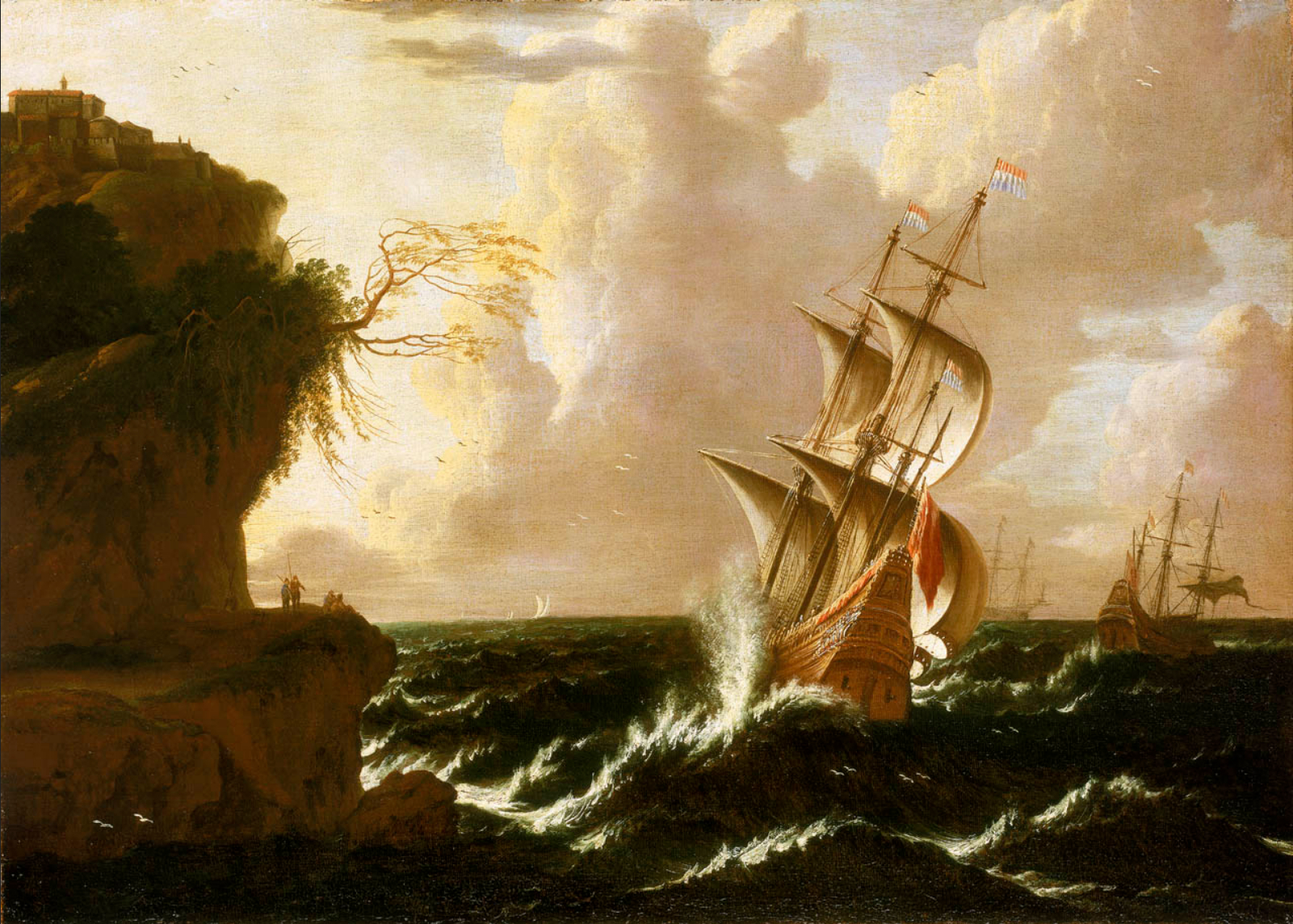
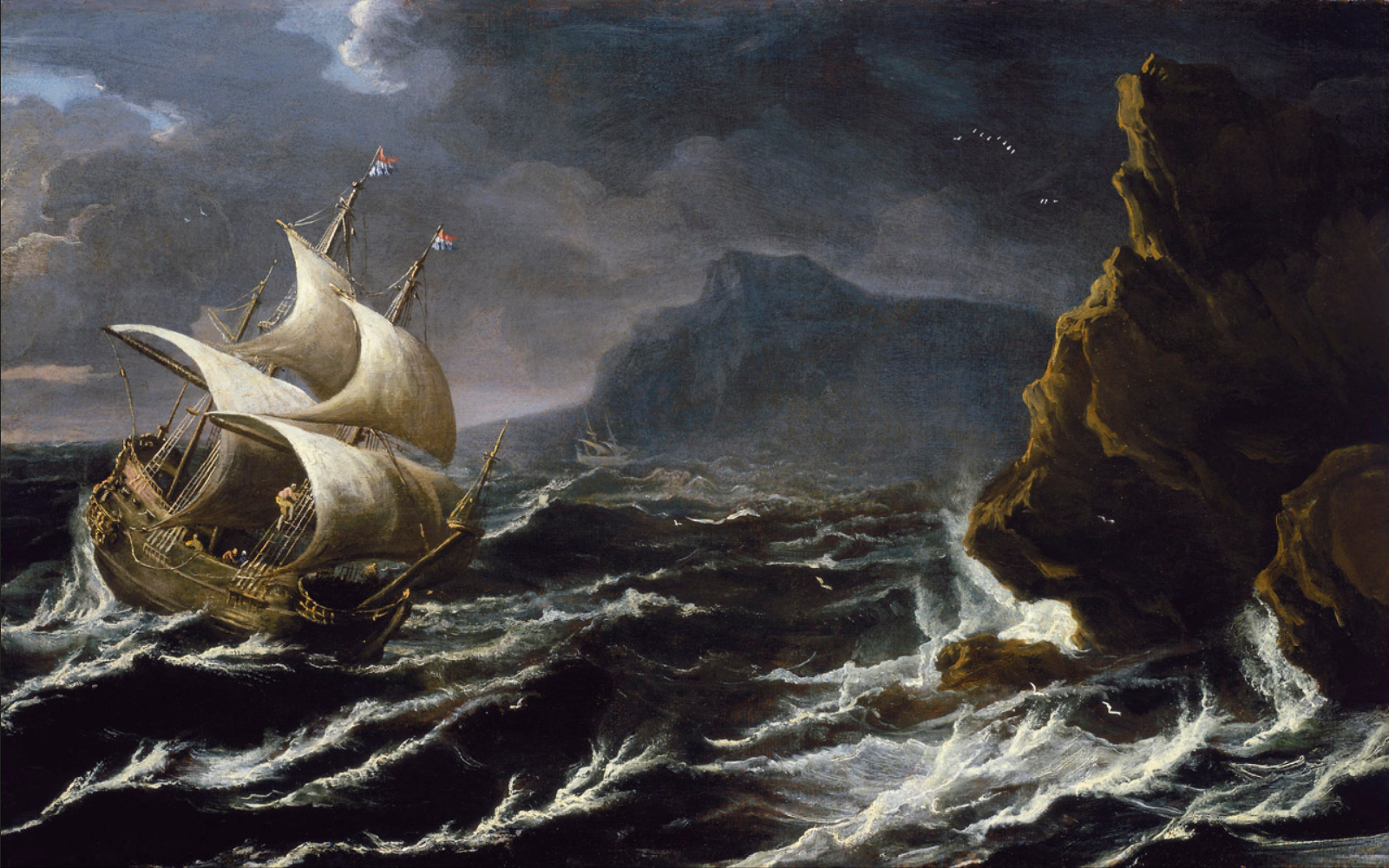
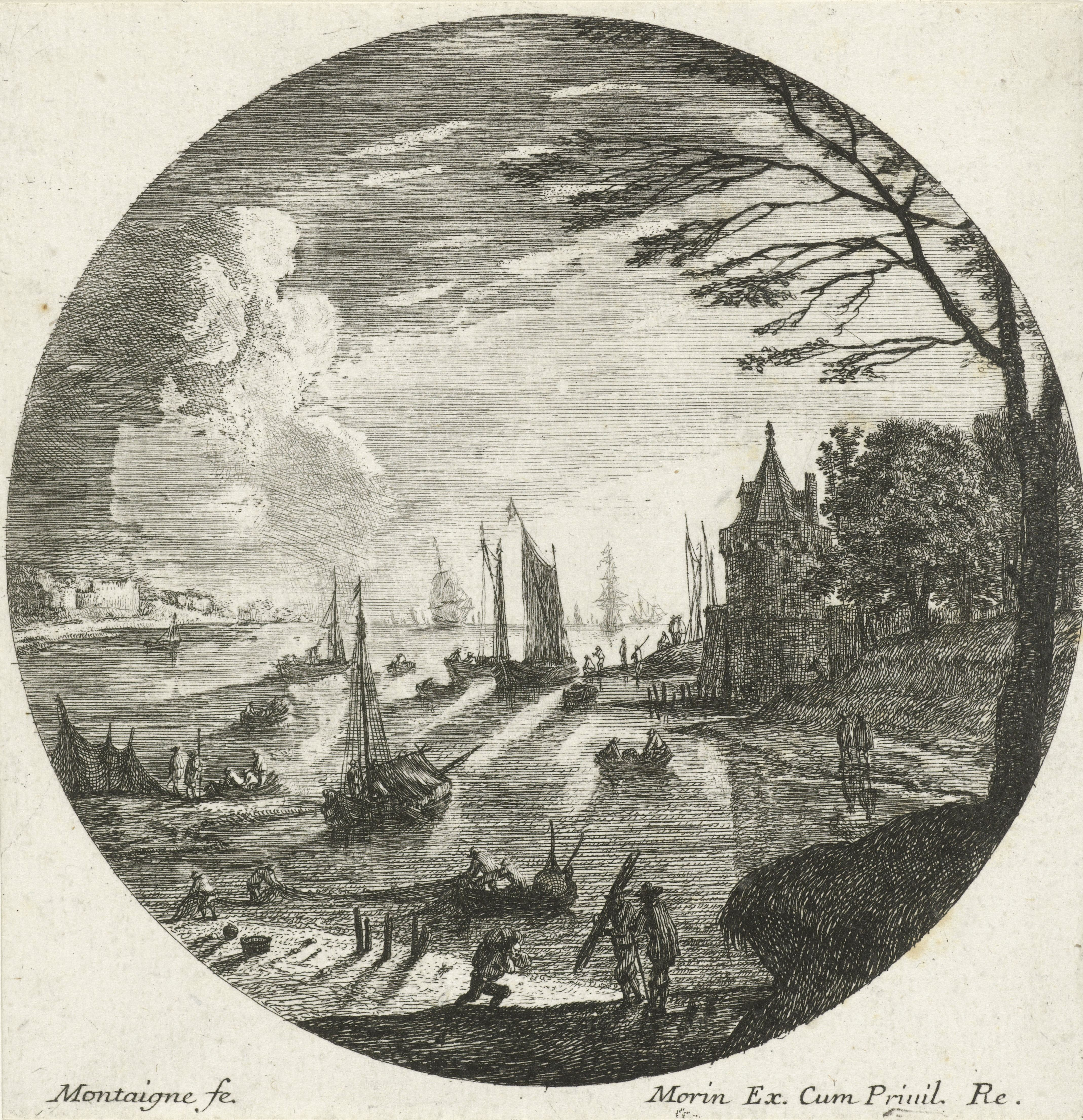